# Forest Heath
Forest Heath è stato un distretto del Suffolk, Inghilterra, Regno Unito, con sede a Mildenhall.
Il distretto fu creato con il Local Government Act 1972, il 1º aprile 1974 dalla fusione del distretto urbano di Newmarket, col distretto rurale di Mildenhall.

## Parrocchie civili
- Barton Mills
- Beck Row
- Brandon
- Cavenham
- Dalham
- Elveden
- Eriswell
- Exning
- Freckenham
- Gazeley
- Herringswell
- Higham
- Holywell Row
- Icklingham
- Kenny Hill
- Kentford
- Lakenheath
- Mildenhall
- Moulton
- Newmarket (città)
- Red Lodge
- Santon Downham
- Tuddenham
- Wangford
- Worlington